# National Museum of Mathematics
Le National Museum of Mathematics ou MoMath (Musée national de mathématiques) est un musée consacré aux mathématiques, situé à Manhattan (New York),.
Ouvert le 15 décembre 2012, il est situé au 11 Est de la 26e rue entre la Cinquième Avenue et Madison Avenue, en face du Madison Square Park. C'est le seul musée d'Amérique du Nord uniquement consacré aux mathématiques ; on y trouve plus de trente animations interactives. Sa mission est d'« améliorer la compréhension et la perception du public à l'égard des mathématiques ». Le musée est connu en particulier pour un tricycle à roues carrées, qui se déplace sans à-coups sur une surface caténoïdale.

## Historique
En 2006, le musée Goudreau de Long Island ferma ses portes ; c'était à l'époque le seul musée des États-Unis consacré aux mathématiques. En réponse, un groupe dirigé par Glen Whitney prépare l'ouverture d'un nouveau musée ; ils reçoivent une commission du New York State Department of Education (en) en 2009, et lèvent plus de 22 millions de dollars en moins de quatre ans.
Ces fonds permirent de louer un espace de 2 000 m2 dans le Goddard Building au 11-13 East 26th Street. En dépit d'une certaine opposition du voisinage, un permis de construire fut délivré par la commission de conservation des monuments de la ville de New York et le Department of Buildings.

## Programmes

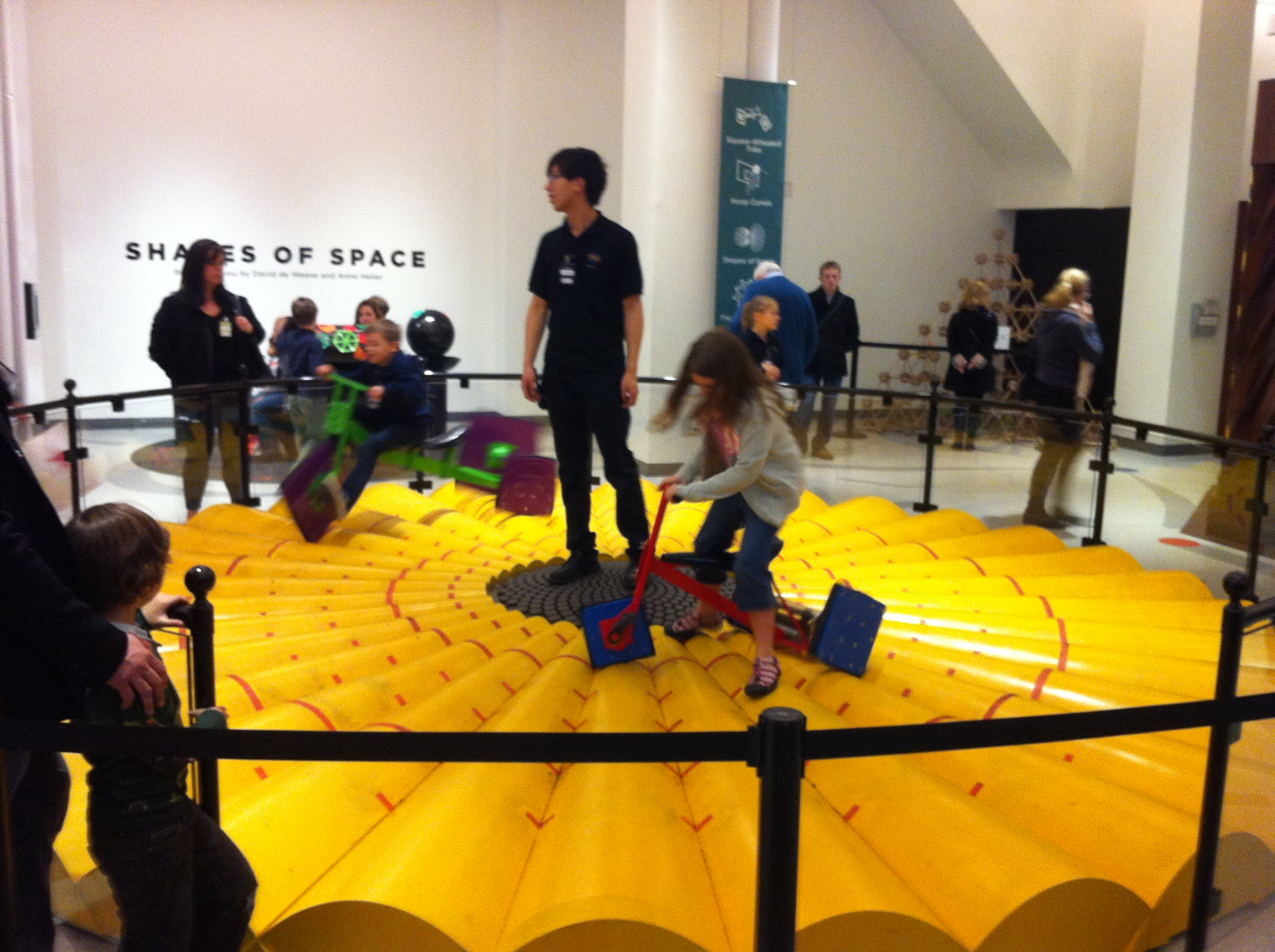
Tricycles à roues carrées au MoMath

- Math Midway est une exposition itinérante de présentations interactives d'objets mathématiques, parmi lesquels
  - un tricycle à roues carrées, qui se déplace sans à-coups sur une surface caténoïdale[9],[10] ;
  - L'Anneau de Feu, où des lasers découpent des objets tridimensionnels par des plans pour faire apparaître des formes géométriques inattendues ;
  - et un « orgue à fonctions » permettant à l'utilisateur de créer ses propres fonctions mathématiques et de voir le résultat.

Après ses débuts au World Science Festival en 2009, Math Midway voyagea à travers le pays, de New York à l'Oregon, atteignant plus d'un demi million de visiteurs. En 2016, l'exposition fut vendue au Science Centre de Singapour.
- Math Midway 2 Go (MM2GO) est un prolongement de Math Midway, contenant en particulier six des attractions les plus populaires de la première version. Cette exposition a commencé son parcours en 2012, se déplaçant dans des bibliothèques des lycées et des universités, et des foires scientifiques[11]
- Math Encounters est une série de conférences mensuelles organisées par le musée et par la Fondation Simons[12]. Les conférences étaient initialement données au Baruch College de Manhattan le premier mercredi de chaque mois, mais furent déplacées au MoMath en mars 2013. Un mathématicien différent est invité chaque mois ; parmi les conférenciers ont figuré Peter Norvig, directeur de recherche de Google, le journaliste Paul Hoffman, et l'informaticien Craig Kaplan ; les sujets abordés sont aussi divers que la géométrie de l'origami, les figures du jonglage, et les mathématiques des Simpson[13]. Les conférences sont prévues pour être accessibles et intéressantes pour des lycéens et des adultes non scientifiques[14].
- Family Fridays est une série d'évènements mensuels commencée en avril 2014 ; MoMath et Time Warner Cable ont pris cette initiative pour fournir à des familles à budget modeste l'occasion d'activités mathématiques gratuites[15].

## Expositions
En octobre 2016 fut inaugurée l'exposition The Insides of Things: The Art of Miguel Berrocal (Les intérieurs des choses) présentant une collection de casse-têtes mécaniques créés par l'artiste espagnol Miguel Berrocal. Chaque sculpture est formée de petites pièces imbriquées et peut être démontée, faisant finalement apparaître un petit bijou ou une autre surprise.

## Professeurs invités
Le 2 août 2018, MoMath a annoncé la création d'une chaire pour la diffusion des mathématiques. Manjul Bhargava (titulaire d'une médaille Fields) est le premier titulaire de ce poste.